# 熱帶風暴聖帕 (2013年)
熱帶風暴聖帕（英語：Tropical Storm Sepat，國際編號：1322，聯合颱風警報中心：21W）為2013年太平洋颱風季第二十個被命名的風暴。「聖帕」（Sepat）一名由馬來西亞提供，屬於淡水鱸魚類，魚身細小，經常在河流、雜草叢生的沼澤區或稻田裏找到。

## 發展過程
2013年9月27日，一個低壓區在威克島西部海面上生成。同日凌晨，美國海軍研究實驗室給予擾動編號96W。
9月28日下午2時，聯合颱風警報中心對其在24小時內形成為熱帶氣旋的機會給予「LOW」的評級。
9月29日下午3時25分，日本氣象廳將其升格為熱帶低氣壓，並對其發出海上烈風警報。下午8時，中央氣象局將其升格為熱帶性低氣壓。
9月30日上午1時30分，聯合颱風警報中心對其發佈熱帶氣旋形成警報。上午9時20分，日本氣象廳將其升格為熱帶風暴，並命名為聖帕。上午11時，聯合颱風警報中心將其升格為熱帶低氣壓，並給予編號21W。
10月1日下午5時，聯合颱風警報中心將其升格為熱帶風暴。
10月2日上午11時，聯合颱風警報中心發出最後警報。
10月3日上午2時40分，日本氣象廳指聖帕已轉化為溫帶氣旋。

## 外部連結
- （日語）http://www.jma.go.jp/ （页面存档备份，存于） 日本氣象廳首頁
- （英文）http://www.usno.navy.mil/JTWC/ （页面存档备份，存于） 聯合颱風警報中心首頁
- （简体中文）https://web.archive.org/web/20120928121548/http://www.nmc.gov.cn/ 中央氣象台首頁
- （繁體中文）http://www.cwb.gov.tw/ （页面存档备份，存于） 中央氣象局首頁
- （繁體中文）http://www.hko.gov.hk/ （页面存档备份，存于） 香港天文台首頁
- （繁體中文）http://www.smg.gov.mo/ （页面存档备份，存于） 澳門地球物理暨氣象局首頁